# Nobody (用户名)

在許多Unix系统与类Unix系统（如Linux）中，nobody是一个没有任何权限的用戶。該用戶不拥有任何文件，不属于任何特权组，并且除了其他用户都具有的权限外，没有任何特殊权限。某些系統还会定義类似的用户组“nogroup”。
Linux标准规范指出，该账户由NFS服务使用，而每个守护进程都应该以独立用户和用户组的身份运行。